# 渡辺晶一郎
渡辺 晶一郎（わたなべ しょういちろう、1918年6月3日 - ）は、日本のアマチュアレスリング選手、指導者。拓殖大学レスリング部創設者。

## 経歴
広島県高田郡向原町出身。拓殖大学在学中の1938年、レスリング部を同好会として創部。1940年、同レスリング部は正式に部に昇格した。戦後は郷里・向原中学教諭に奉職。自ら現役選手として毎年国体の広島県チームの一員として活躍。また向原中学を始め、教え子たちが創部した広島県立向原高校や広島県立白木高校などを指導した。特に向原高校レスリング部は戦後の広島高校レスリングをリード、他校にレスリング部創設を促した。グレコローマン・ライトヘビー級で1964年東京オリンピックに出場した中浦章らが教え子。1948年、八田一朗を広島に招きレスリング講習会を開いたおり、助手を務めた渡辺らが中心となり、広島県アマチュアレスリング協会を設立。1953年から30年間、同理事長を務めた。広島にレスリングの種をまき、育てた功労は大きい。1965年には自宅にスポーツセンターを建設し、一般のスポーツ活動に提供した。日本レスリング協会副理事長、全日本サンボ連盟副会長なども務めた。1983年文部大臣表彰。

## 脚註
1. 1 2 3 4  『'87広島スポーツ人名録』113頁
2. 1 2  拓殖大学 - 加盟大学レスリング部紹介｜東日本学生レスリング連盟
3. 1 2 3 4 5 6 7  『広島スポーツ史』287-290頁
4. 1 2  『広島県高体連20年の歩み』381-382頁
5. ↑  広島国際学院高等学校 - 広島県レスリングのあゆみ（1）